# حصار قلعة بني حماد (1015-1016)
حصار قلعة بني حماد (نوفمبر 1015 - 20 مايو 1016) نفذه الجيش الزيري بقيادة باديس بن المنصور على قلعة بني حماد (ولاية المسيلة الحالية بالجزائر)، خلال الحرب الحمادية الزيريّة. كان حامية القلعة تحت قيادة الأمير الحمادي حماد بن بلكين. انتهى الحصار بوفاة باديس بن المنصور، مما أدى إلى انتصار نسبي للحماديين وانسحاب الجيش الزيري إلى إفريقية.

## الخلفية
عندما التقى الجمعان في معركة الشلف، قاد باديس هجومًا مفاجئًا على معسكر حماد، مما أدى إلى هزيمته. فر الأخير مع 500 فارس، وأُحرق جيشه، ونُهبت إمداداته وثروته. وكان من بين الغنائم عشرة آلاف درع من جلد الظبي. يقال أنه لو لم يكن الجنود مشغولين بالنهب، لكان حماد قد وقع في الأسر. فر دون أن ينظر إلى الوراء حتى وصل إلى حصن المغيلة، ثم إلى حصنه قلعة بني حماد، في التاسع من جمادى الأولى 406 هـ / 23 أكتوبر 1015 م. تحصن هناك مع أخيه. مكثوا هناك لمدة ثلاثة أيام، واستراحوا مع من كانوا معهم.
توقع إبراهيم أن يتبعهم باديس ويحاصرهم حصارًا طويلًا، ولم تكن هناك مؤونة كافية من طعام وملح. وهذا ما رآه إبراهيم، فنصح أخاه حماد بالخروج وجمع أكبر قدر ممكن من المؤونة. واتجهوا إلى مدينة دكمة الواقعة بالقرب من سطيف. وانطلق حماد برفقة أخيه إبراهيم وجنودهما إلى مدينة دكمة الواقعة على مرحلتين من مسيلة. وذكر ابن عذاري أن حماد كان يحمل ضغينة على سكان المدينة أثناء مطاردة باديس له. وواجه سكان المكان مؤخرته، فواجههم بالسيف وقتل ثلاثمائة رجل منم. فخرج له أحمد بن أبي توبة فقيه المدينة وصالحها ونصحه وخوفه من الله وقال له «يَا حَمَّادُ إِذَا لَقِيتَ الْجُيُوشَ انْهَزَمْتَ، وَإِذَا قَاوَمَتْكَ الْجُمُوعُ فَرَرْتَ، وَإِنَّمَا قُدْرَتُكَ وَسُلْطَانُكَ عَلَى أَسِيرٍ لَا قُدْرَةَ لَهُ عَلَيْكَ» فقتله حمّاد. ووقف إليه شيخ آخر، فقال له:« يا حماد! اتق الله! فاني حججت حجتين!»   فرد حماد : «أنا أزيدك عليهما الشهادة» وأمر بإعدامه هو الآخر. ووقف إليه جماعة من التجار المسافرين فقالوا له:« نحن قوم غرباء، ولا ندري ما جنى أهل هذه المدينة عليك». فقال لهم: «اجتمعوا وأنا أعرفكم». وأدخلهم المدينة ثم أمر بقطع رؤوسهم فقتلوا حينها. وأخذ جميع ما كان بتلك المدينة من طعام وملح، وعاد به إلى قلعته.

## الحصار

قلعة بني حماد من منظر أمامي

وفي هذه الأثناء، واصل باديس رحلته نحو الشرق، فوصل إلى المسيلة في 28 جمادى الأولى 406 هـ/13 نوفمبر 1015 م. وهناك استقبل مبعوثًا من عمه إبراهيم، كُلِّف بتقديم اعتذارات نيابة عن حماد الذي اعترف بخطئه. كما ذكَّر المبعوث باديس بالخدمات التي قدمها حماد للدولة الزيرية بقوله: «ألم يسهر على الدفاع عن الحدود الغربية والذود عن الدولة ، تماما كما ساند القائد الذائع الصيت الحجاج بن يوسف بني أمية ؟». كما تلقى ناصر الدولة رسائل أخرى، بما في ذلك اعتذارات من إبراهيم وحماد. ذكر المؤرخ الهادي روجي أنه من المرجح أن باديس استجاب وفرض شروطًا اعتبرها حاسمة، مثل الاستسلام غير المشروط.
ترك جيشه يحاصر القلعة من كل الجوانب، ووزع المال على الجنود، فأعطى كل جندي 500 أو 1000 أو 2000 دينار. من المرجح أن هذه الهدايا كانت تهدف إلى إغراء جند حماد للتخلي عن زعيمهم. قيل أن هذه الاستراتيجية أحرجت حماد، مما تسبب في هجر جزء من جيشه له. أدى حصار القعلة إلى نقص الإمدادات وارتفاع الأسعار. أخيرًا، أدى موت وِرِّوُ بن سعيد الزناتي أمير بني خزرون واندلاع الحرب بين خليفة بن ورو وخزرون بن سعيد، ثم انتصار خليفة والتزامه بالولاء لباديس، إلى تحطيم آمال حماد في أن ينشغل باديس بطرابلس. كما خدع حماد رجاله، وأنتج وثائق مزورة زعم فيها أن باديس قرر العودة إلى إفريقية. كما زعم أنه تلقى رسائل من الأمير تدعو إلى السلام. استمر حصار الحصن ستة أشهر. تلقى باديس تعزيزات في شكل أعداد كبيرة من التلكاتة والصنهاجة، وأصبح واثقًا من قدرته على الاستيلاء على القلعة واستعادة المغرب الأوسط بأكمله.
وفي يوم الثلاثاء، الليلة التي سبقت آخر يوم من ذي القعدة (29 ذي القعدة 406 هـ / 9 مايو 1016 م)، أمر باديس بإحصاء الجيش. فأخذ كل قائد موقعه بقواته، وجلس الأمير الزيري في خيمته. وأمر أيوب بن يَطَّوَّفْتَ بتفتيش الجنود وإحصائهم، وعندما عاد أيوب، سُرَّ باديس وعشيّة ذاك اليوم عاد إلى قصره، وقد تناهى إقبالا وجمالاً. وفي وقت لاحق من ذلك المساء، شاهد في معنويات عالية ومظهر رائع عرضًا للمهارة أمامه. فكلما هز رمحًا، كسره وأخذ آخر. وعندما عاد إلى قصره، امتلأ بالفرح والسعادة، وأكل وشرب مع رفاقه وأقاربه، الذين شهدوا مستوى غير مسبوق من طربه وبهائه. وفي حوالي منتصف ليل يوم الأربعاء، آخر ليلة من ذي القعدة (10 مايو 1016 م)، توفي بسبب احتباس البول وكان عمره أقل من 33 عامًا، رحمه الله.

## العواقب
ولما توفي باديس ذهب خادمه على الفور إلى حبيب بن أبي سعيد وباديس بن أبي حمامة وأيوب بن يطوفت، وهم أكبر قواده، فأعلمهم بوفاته. وقد وقعت عداوة بين حبيب وباديس بن حمامة فأسرع حبيب للقاء باديس وخرج باديس للقائه أيضًا فاجتمعا في الطريق واتفقا أن ينهيا خصامهما مؤقتا. فاجتمعا مع أيوب وقالا ما عناه: «العدو قريب منا وأميرنا بعيد عنا وإذا لم نعين لنا رأسًا يرشدنا في أمورنا فلن نسلم من العدو». كانت قبيلة صنهاجة تؤيد المعز بينما يؤيد آخرون كرامة بن المنصور شقيق باديس. «واتفقوا على تعيين كرامة علناً، وحين يصلون إلى مكان آمن يعينون المعز بن باديس، وبذلك ينتهي الصراع. فأتوا بكرامة، وبايعوه، وعينوه على الفور، دون أن يعلم أحد في الجيش. وخططوا أن يعلنوا للناس في الصباح أن  تناول دوائاً.»

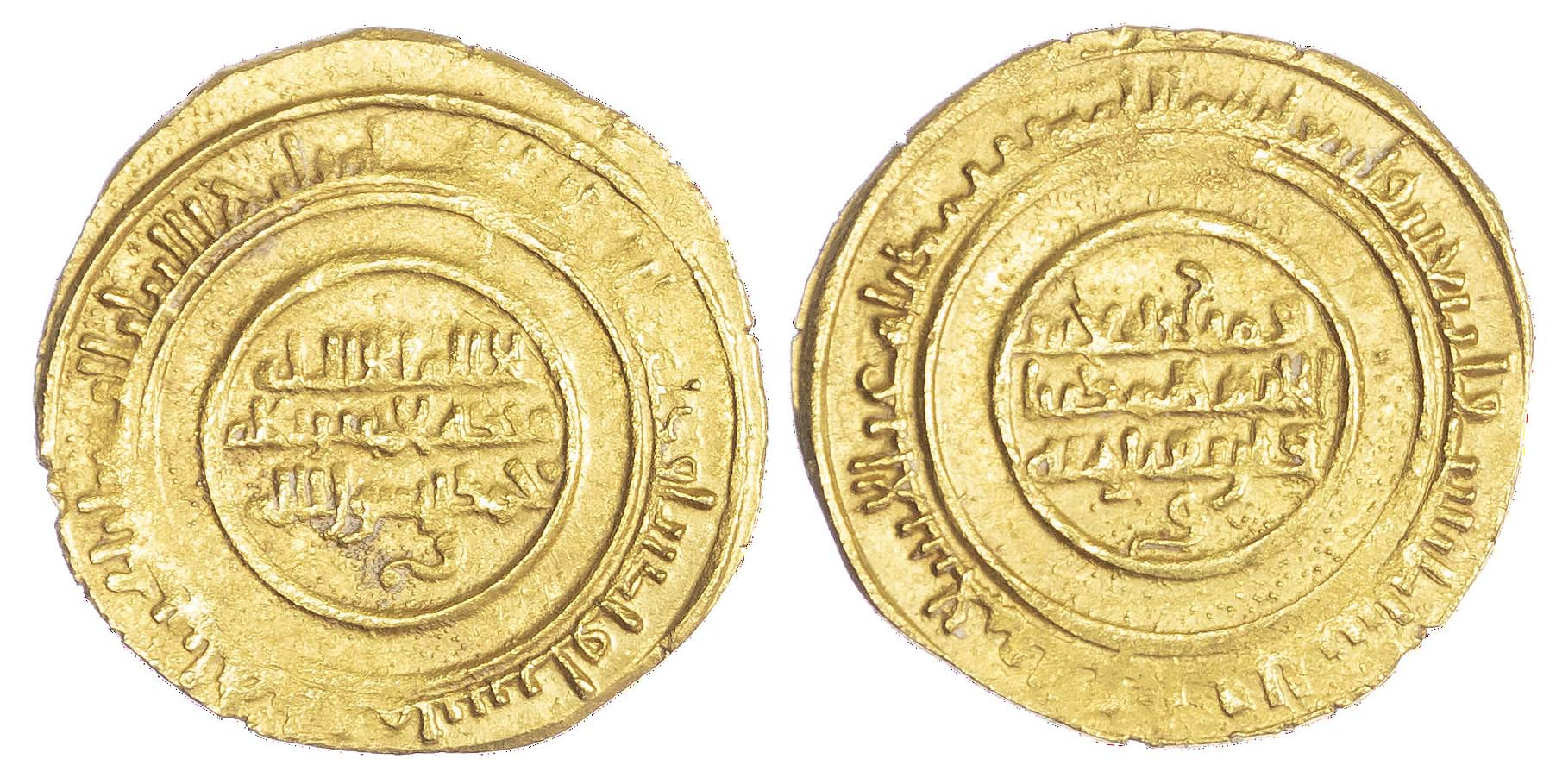
دينار ذهبي سُك باسم الأمير المعز بن باديس

ولكن خبر وفاة الأمير انتشر من مدينة المحمدية (المسيلة)، فأغلق أهلها أبوابهم، وصعدوا إلى أسوارهم، فظهر ما لم يستطيعوا إخفاؤه، كأنه معلن على الملأ، فاضطربت الجيوش واختلطت بعضها ببعض، خوفاً من الفرقة، فقرروا التقدم إلى كرامة، فأخذ منهم العهود، وأمر بإرسال الكتب إلى بعض الأقاليم، فلما رأى ذلك أتباع ناصر الدولة ومن انضموا إليه من أقاليم مختلفة، أنكروا ذلك، وقالوا: إنما كلفناه بحماية الناس وحفظ الأموال حتى تسلم إلى صاحبها الشرعي المعز ابن سيدنا ناصر الدولة، فذهبوا إلى بعضهم البعض سراً في الليل، وبايعوا المعز، فلما بلغوا مرادهم أعلنوا ذلك في يوم السبت بعد ثلاثة أيام من ذي الحجة 13 مايو 1016م.
وتحالفت الجيوش فصيلاً بعد فصيل، واتفقت على إرسال كرامة إلى آشير لحشد قبائل صنهاجة وتلكاتة وإعادتهم إلى المحمدية. ولهذا الغرض، سلموه 100 ألف دينار ومجموعة من الأسلحة والإمدادات. وغادر إلى آشير يوم الأحد 4 ذي الحجة 406 هـ / 14 مايو 1016 م. وفي يوم السبت، تزامنًا مع عيد الأضحى 10 ذي الحجة 406 هـ / 20 مايو 1016 م، غادرت الجيوش المسيلة بعد إشعال النار في المباني والمنازل. وسارت الجيوش في تشكيل من طليعة وجسم رئيسي وحرس خلفي، وكان النعش في المقدمة، يليه الطبول والرايات والخيام. ثم اتجه حماد إلى آشير واستولى عليها بحضور الكرامة، وعندما وصل خبر وفاة باديس إلى المهدية، تم بيعة المعز أميرًا إما في 21 أو 23 ذي الحجة 406 هـ / 31 مايو أو 2 يونيو 1016 م.